# Gökärtsguldmal
Gökärtsguldmal (Phyllonorycter nigrescentellus) är en fjärilsart som först beskrevs av Logan 1851.  Gökärtsguldmal ingår i släktet guldmalar, och familjen styltmalar. Arten är reproducerande i Sverige.